# Савлохов Борис Сосланович
Савлохов Борис Сосланович (* 1952, село Асхар Коста-Хетагурівського району Північної Осетії — † 24 травня 2004, ВТК № 76, Сокиряни Чернівецької області) — спортсмен, заслужений тренер СРСР по вільній боротьбі, заслужений тренер України, заслужений тренер Росії, київський кримінальний авторитет, відомий під кличкою «Солоха».

## Біографія
Народився в 1952 році в селі Асхар Коста-Хетагуровського району Північної Осетії.

### Спортивна кар'єра
Вільною боротьбою став займатися з 14 років і незабаром виконав норматив майстра спорту, був членом збірних команд республік РРФСР і України.
- чемпіон СРСР серед юніорів (1970);
- переможець молодіжних ігор РРФСР (1973);
- триразовий чемпіон Збройних Сил СРСР (1971, 1974, 1978);
- чемпіон Спартакіади Дружніх Армій в Монголії (1977);
- бронзовий призер чемпіонату СРСР (1979);
- переможець міжнародного турніру імені Олександра Медведя (1978);
- у 1996 році став чемпіоном світу серед ветеранів.

У 1978 році закінчив Київський державний інститут фізичної культури.
Був президентом Фонду соціального захисту спортсменів імені Ярама Ялтіряна, президентом спортклубу імені Владимира Синявського, президентом Асоціації спортивної боротьби України і Всеукраїнського спортивного клубу «Борис Савлохов».
Серед його вихованців Р. Тібілов, Л. Хабелов, Е.Тедєєв і інші борці світового класу. Активно займався бізнесом.
Успіхи в спорті допомогли 24-річному хлопцю переїхати до Києва, де його поселив в своїй квартирі на вулиці Курській (нині Генерала Воробйова) олімпійський чемпіон, заслужений тренер СРСР і легенда української вільної боротьби Володимир Синявський. У подяку за заступництво Савлохов багато років потому організовує клуб і турнір імені Синявського, хоча матеріально своєму тренерові він ніколи не допомагав. В той же час в сусідньому будинку проживав інший спортсмен і пізніше відомий авторитет Віктор Авдишев, з яким Савлоху зв'язувала тоді дружба. Та і згодом, коли обидва створили організовані злочинні угрупування, вони ніколи не ворогували. Пояснюється це тим, що обидва авторитети були вихідцями з Кавказу, в той же час Савлоха, група якого складалася в основному з осетинців, всіляко «щемив слов'ян». Та ж тенденція спостерігалася і в спортивній діяльності Бориса Савлохова, який, будучи президентом Асоціації вільної боротьби, Фонду соціального захисту спортсменів імені Ярама Ялтіряна і Всеукраїнського спортивного клубу «Борис Савлохов», просував виключно земляків. У період його особливого впливу в спорті в українську збірну з вільної боротьби українці практично не потрапляли.

### Кримінальна діяльність
Кримінальна біографія Бориса Савлохова надзвичайно багата подіями. У 1987 році він був засуджений у Львові на три роки умовно за контрабанду. Потім служив в Угорщині, де розвернув бурхливу спекулятивну діяльність. Слідство встановило, що обсяги цих операцій склали 90 тисяч радянських рублів. Саме за це в 1991 році Борис Сосланович притягувався по статті 154 (спекуляція) в Росії. Взимку 1992 року «Солоха» був затриманий в Осетії за махінації з трьома цистернами «лівого» спирту. Суду не було, але весь наступний рік Савлохов постійно знаходився в Осетії, щоб не спілкуватися з українськими правоохоронцями. На той час він вже сколотив пристойний статок на рекеті, а його угрупування в Києві налічувало декілька сот чоловік і входило в трійку найсильніших.
Повернувшись до Києва, Борис Савлохов розвернув активну діяльність відразу в декількох напрямах. Залишаючись найбільшим авторитетом, він виступав і як спортсмен, і як бізнесмен, і навіть як меценат. Ним як покровителем мистецтва захоплювалася з екрану телевізора народна артистка Ада Роговцева, а в 1997 році він удостоївся звання «Меценат року». Серед друзів Бориса Сослановича називали тоді Анне Вескі, Вахтанга Кікабідзе, Йосипа Кобзона, Дмитра Гордона і інших відомих людей.
В той же час Савлоха характеризувався як людина дуже запальна і неврівноважена. Відомий, наприклад, випадок, коли Борис Сосланович, проходячи по холу київського готелю «Турист», зажадав від міліціонерів, щоб ті віддали йому честь, а коли ППС-ники відмовилися, Савлоха особисто надавав їм ляпасів. Числився за завсідника казино і клубів «Чикаго», «Джос», «Бінго», «Габрієла» і «Спліт» і інші подібні скандали. Так, одного разу він кидався попільничкою в круп'є казино «Спліт», власником якого був його брат Руслан. Борис Савлохов першим з кримінальних авторитетів зайнявся шоу-бізнесом, зокрема організував конкурси «Міс Стриптиз» і «Українська красуня-95».
Не ладнав Борис Сосланович і з своїми «колегами» — іншими авторитетами. Ворогував, наприклад, з сильним київським угрупуванням Киселя. Ще в 1991 році між членами цих ОЗГ відбулася бійка з поножовщиною в районі станції метро Лівобережна, де розташований ринок, контроль за яким і став причиною розбирань. Ймовірно, через незлагідний характер на Бориса Савлохова неодноразово робили замах. У 1991 році в готелі «Славутич» грузинський злодій в законі простріляв йому ногу. Через три роки в автомобіль Савлохи стріляли з гранатомета, але авторитет залишився живий, а ось невмілому кілерові відірвало руку. У 1995 році в урні біля під'їзду будинку Савлохова виявили вибуховий пристрій, а вибух в 1999 році в готелі «Спорт» також вважають замахом саме на його життя.
На той час правоохоронці вже ретельно стежили за діяльністю Бориса Савлохова. Ще в 1996 році він викликався в столичний УБОЗ для дачі свідчень у справі про здирство. Подейкують, що приводом для припинення бурхливої діяльності голови «осетинського клану» у Києві стало його амбітне бажання бути народним депутатом. У 1999 році, у результаті спецоперації, яку особисто санкціонував 1-й заступник начальника Головного управління карного розшуку МВС України — Віталій Ярема кримінальна діяльность Бориса Савлохова та його бандитського угрупування, була припинена, а сам він був заарештований.  У червні 2000 року він був засуджений Печерським районним судом Києва до 2,5 років позбавлення волі за хуліганство — бійку, влаштовану ним в казино «Габріела», і до семи років за здирство у підприємців-вірмен Келяша Алаяна і Міші Мамояна десяти тисяч доларів. Тоді ж Савлоха власноручно їх побив на «стрілці» на території Київського військового ліцею.

### За ґратами
16 червня 2000 року громадянина Бориса Сослановича Савлохова засудили на 7 років тюремного перебування. Здивований таким «суворим» покаранням, Савлохов запитав суддю, чому ж так багато, на що суддя Печерського районного суду Микола Замковенко відповів: 
|  | «Більше санкція статті не дозволяє, а менше — совість». |

Апеляція була розглянута у Верховному суді України, і авторитету скостили півтора року за спортивні заслуги. Уже в жовтні 2003 року члени парламентської фракції Компартії України клопотали про умовно-дострокове звільнення Бориса Савлохова, але випускати авторитета ніхто не збирався, навпаки — його переводили з зони в зону. Савлоха встиг посидіти і в Житомирській, і у Волинській областях, після чого опинився на Буковині. Припускається, що робилося це для того, щоб не відпускати «небезпечного спортсмена» за хорошу поведінку. За правилами, характеристику на умовно-дострокове звільнення керівництво колонії може давати тільки через рік відсидки, і часу «познайомитися» з Савлохою у адміністрацій ВТК просто не вистачало.
Говорять, що Борис Савлохов на зоні дуже побоювався за своє життя. Справа, ймовірно, в тому, що вже під час його перебування під слідством був здійснений замах на його сина, а молодший брат Теймураз був убитий. Теймураза Савлохова розстріляли з автомата 27 березня 2000 року. Кілер чекав його машину біля будинку на вулиці Бучми — поряд з легкоатлетичним манежем, який знаходиться недалеко від озера Тельбін в Березняках в Києві. У половині другої ночі «Мерседес-320» брата авторитета, в якому з ним знаходилася подруга (дівчина-тренер з манежу), був обстріляний. Загинули 26-річний охоронець Віталій Безстаєв і сам Теймураз, який, коли пролунали постріли, закрив собою дівчину.
Відразу після цього вбивства міліція заявила, що постріли в Теймураза Савлохова не випадково збіглися з ув'язненням його старшого брата: хтось в київському кримінальному світі вирішив скористатися цим і ослабити вплив клану. Існувала й інша версія: вбивство Теймураза могло бути відповіддю на розстріл на Хрещатику якогось Амірханяна, який нібито не виконав вказівки Савлохова-старшого про усунення тих самих двох підприємців, через яких він і потрапив за ґрати. Кілера, що убив Савлохова, заарештували. На його совісті було 18 вбивств і 6 замахів.

#### Смерть
Згідно з офіційною версією, перед смертю, 24 травня 2004 року, Савлохов пограв в настільний теніс з колегою, і пішов в душову кімнату, де 
|  | «у нього трапився серцевий напад, і він знепритомнів». |

 З'ясувалося, що його ще живим бачили фельдшер і деякі ув'язнені. Йому робили штучне дихання, але врятувати не змогли. Як повідомили правоохоронці, експерти не виявили на тілі покійного жодних подряпин, синців або інших слідів насильства. Припущення про отруєння також не підтвердилося. Згідно з висновком судмедекспертизи, причина смерті — серцево-судинна недостатність, викликана інтенсивним тренуванням.
Існують й інші версії. За однією з них, Савлоху вразили електричним струмом, коли він знаходився в душі, за іншою — він подавився скориночкою хліба і задихнувся. 28 травня тіло Бориса Савлохова було переправлене військовим літаком для поховання на батьківщину, до Північної Осетії.